# Stigmella fuscotibiella
Stigmella fuscotibiella là một loài bướm đêm thuộc họ Nepticulidae. Nó được tìm thấy ở Ohio, Pennsylvania, Kentucky, Colorado, Maine, Massachusetts, Ontario và Nova Scotia.

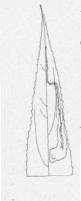
Mine

Sải cánh dài 4-4.5 mm. There are at least three generations per year và larvae may be collected từ tháng 6 until the end of tháng 10.
Ấu trùng ăn Salix species, bao gồm Salix nigra và Salix discolor.Chúng ăn lá nơi chúng làm tổ. 